# Petrey (Alabama)
Petrey es un pueblo ubicado en el condado de Crenshaw en el estado estadounidense de Alabama. En el censo de 2000, su población era de 63.

## Demografía
En el 2000 la renta per cápita promedia del hogar era de $ 34.583$, y el ingreso promedio para una familia era de 50.833$. El ingreso per cápita para la localidad era de 20.659$. Los hombres tenían un ingreso per cápita de 26.500$ contra 26.000$ para las mujeres.

## Geografía
Petrey está situado en 31°51′1″N 86°12′26″O / 31.85028, -86.20722 (31.850329, -86.207212)
Según la Oficina del Censo de los EE. UU., la ciudad tiene un área total de 0.75 millas cuadradas (1.95 km²).